# Viticoltura in Molise
La viticoltura in Molise è l'insieme delle attività di coltivazione di uva e produzione di vino svolte nella regione.

## Storia
La viticoltura in Molise risale al III sec. a.C., ai tempi dei Romani e dei Sanniti. Della viticoltura, si sa che ne esistono pochissime tracce. La prima citazione usata era il Tintilia, usata nell'800. Il Molise, della sua viticoltura sta trovando una sua identità, essendo legato anche dall'Abruzzo. I vini del Molise, sono un po' un misto tra Abruzzo e Puglia. Il vitigno Tintilia rappresenta la rinascita della viticoltura molisana.

## Vitigni

### Autoctoni
| Vitigno             | Bacca  | Descrizione                      | Immagine |
| ------------------- | ------ | -------------------------------- | -------- |
| Cabernet Sauvignon  | Nera   |                                  |          |
| Falanghina          | Bianca |                                  |          |
| Montepulciano       | Nera   |                                  |          |
| Sangiovese          | Nera   |                                  |          |
| Tintilia            | Nera   | Province di Campobasso e Isernia |          |
| Trebbiano abruzzese | Bianca |                                  |          |

### Alloctoni
- Chardonnay
- Cabernet sauvignon
- Merlot
- Syrah

## Vini

### DOC
- Biferno prodotto nella provincia di Campobasso
  - Biferno bianco
  - Biferno rosato
  - Biferno rosso
  - Biferno rosso riserva
- Molise o del Molise prodotto nelle province di Campobasso e Isernia
  - Molise Aglianico
  - Molise Aglianico riserva
  - Molise Bianco spumante di qualità
  - Molise Cabernet Sauvignon
  - Molise Chardonnay
  - Molise Chardonnay frizzante
  - Molise Chardonnay spumante di qualità
  - Molise Falanghina
  - Molise Falanghina Passito
  - Molise Falanghina Spumante di qualità
  - Molise Fiano
  - Molise Fiano frizzante
  - Molise Fiano spumante di qualità
  - Molise Greco Bianco
  - Molise Malvasia
  - Molise Malvasia frizzante
  - Molise Malvasia spumante di qualità
  - Molise Merlot
  - Molise Merlot frizzante
  - Molise Merlot novello
  - Molise Moscato bianco
  - Molise Moscato bianco frizzante
  - Molise Moscato bianco passito
  - Molise Moscato bianco spumante di qualità
  - Molise novello
  - Molise Pinot bianco
  - Molise Pinot bianco frizzante
  - Molise Pinot bianco spumante di qualità
  - Molise Pinot grigio
  - Molise Pinot grigio frizzante
  - Molise Pinot grigio spumante di qualità
  - Molise Pinot Nero
  - Molise Rosato (o Rosato del Molise)
  - Molise Rosato spumante di qualità
  - Molise Rosso
  - Molise Rosso riserva
  - Molise Rosso spumante di qualità
  - Molise Sangiovese
  - Molise Sauvignon
  - Molise Trebbiano
- Pentro di Isernia o Pentro prodotto nella provincia di Isernia
  - Pentro di Isernia bianco
  - Pentro di Isernia rosato
  - Pentro di Isernia rosso
- Tintilia del Molise prodotto nelle province di Campobasso e Isernia

### IGT
- Osco o Terre degli Osci prodotto nella provincia di Campobasso.
  - Bianco nelle tipologie normale, Frizzante e Passito;
  - Rosato nelle tipologie normale e Frizzante;
  - Rosso nelle tipologie normale, Frizzante e Novello).
- Rotae  prodotto nella provincia di Isernia.
  - Bianco nelle tipologie normale Frizzante e Passito;
  - Rosato nelle tipologie normale e Frizzante;
  - Rosso nelle tipologie normale, Frizzante e Novello).